# 鍵盤樂器

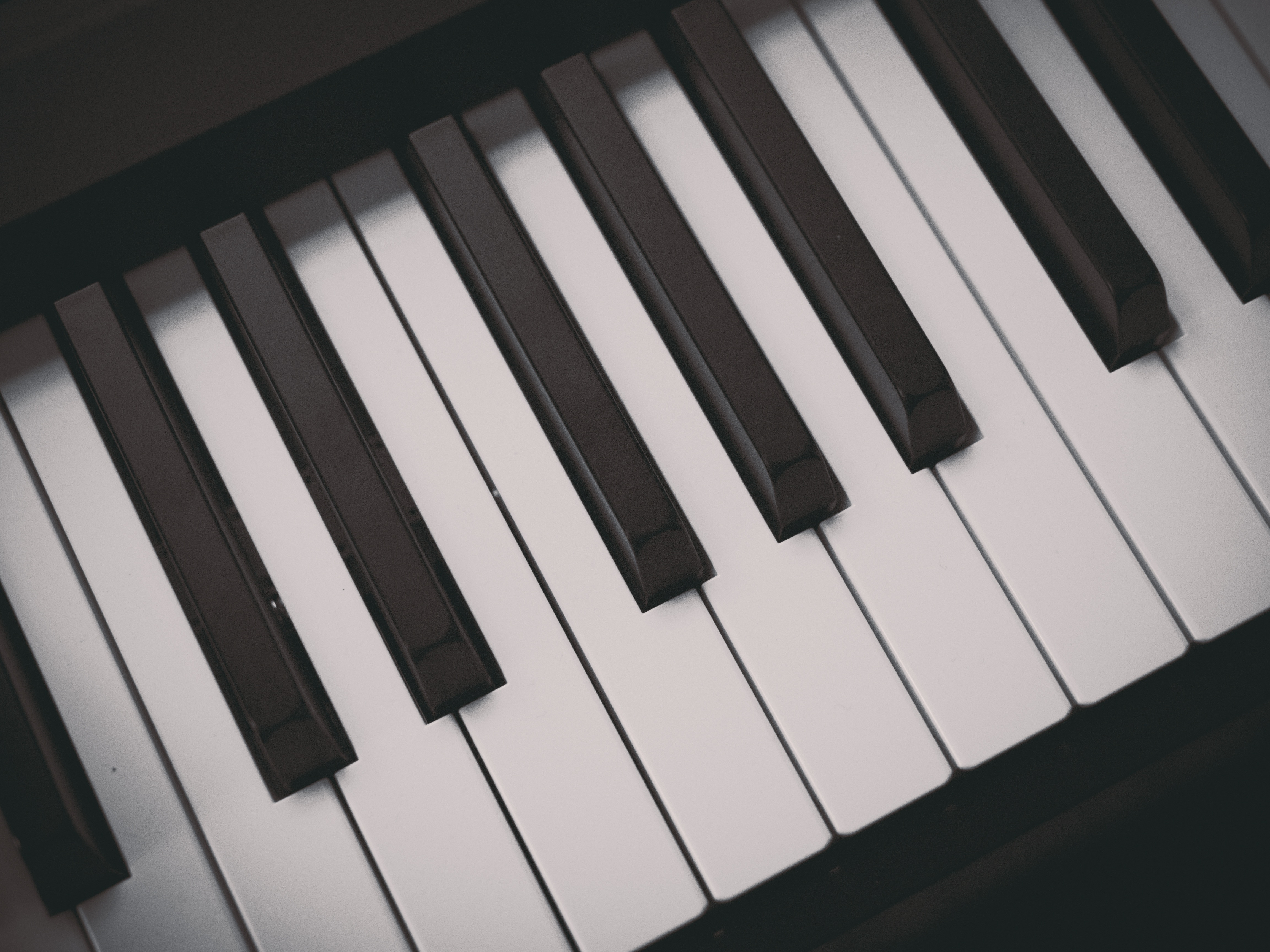
钢琴，常见的键盘乐器

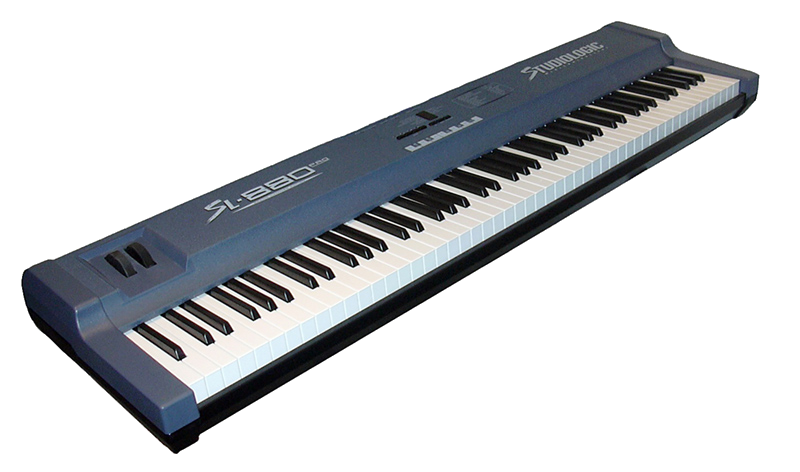
數位鋼琴

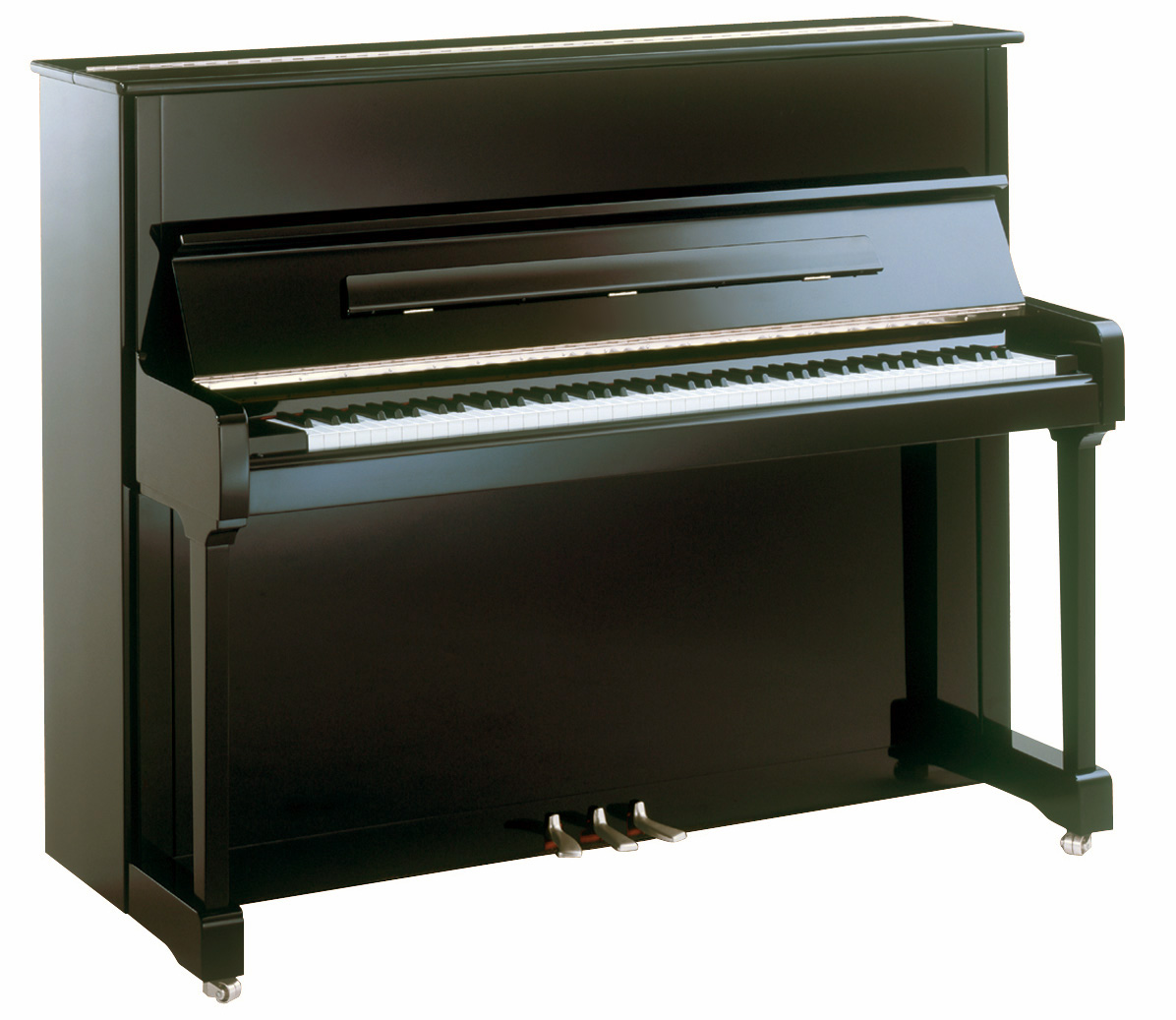
直立式鋼琴

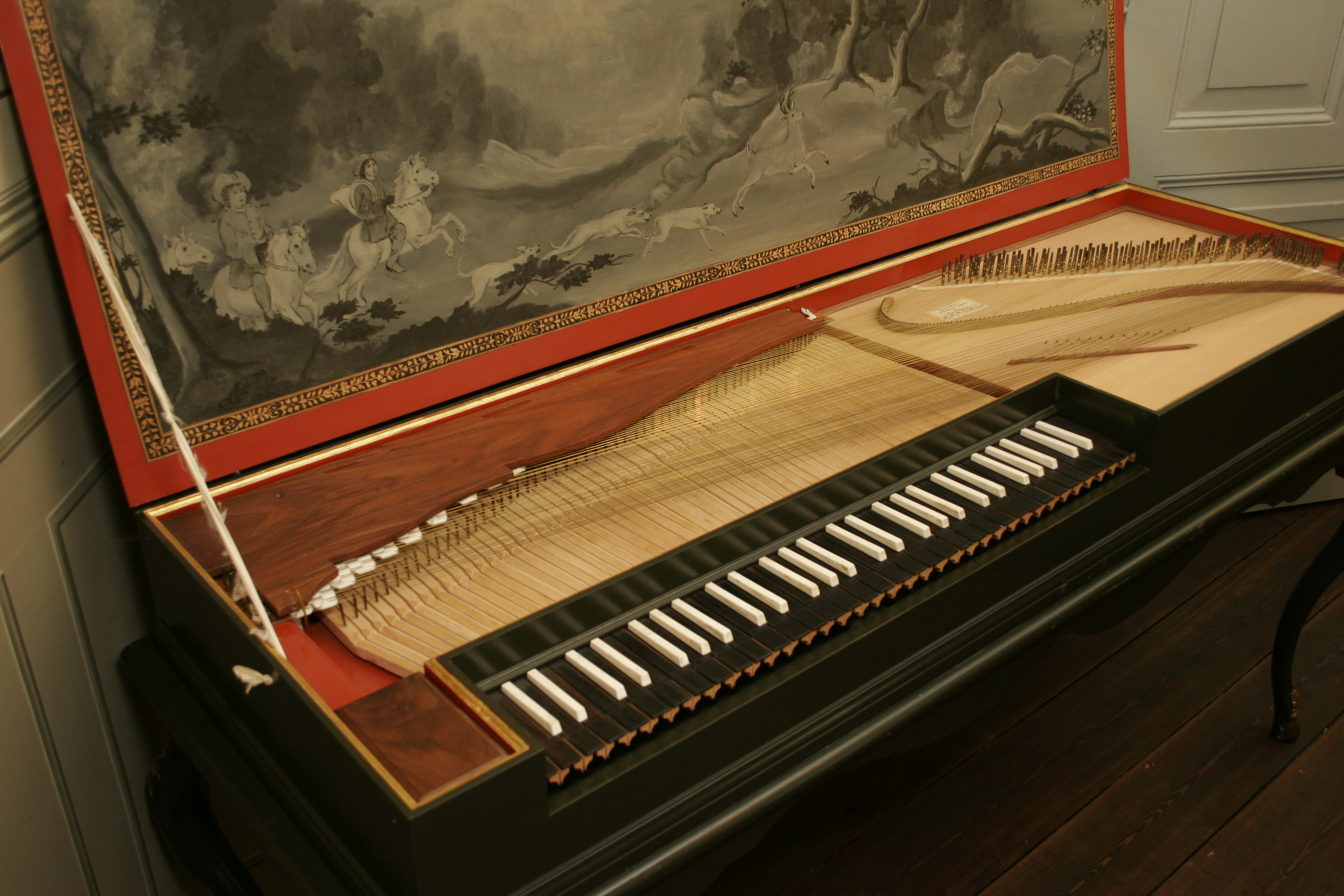
翼琴

鍵盤樂器是有排列如鋼琴鍵盤的琴鍵之樂器總稱。這些樂器上每個琴鍵都有固定的音高，因此皆可以用以演奏任何符合其音域範圍內的樂曲。琴鍵下常有共鳴管或其他可供共鳴之裝置。演奏家在使用键盘乐器时不是直接打击乐器的弦来产生震荡，而是使用琴键，通过乐器内的机械机构或电子元件来产生音响。一般琴键是黑色和白色的，排列在键盘上。少数例外有手摇风琴、手风琴等，在这些琴上也有按钮。鍵盤樂器的一个缺点在于音乐家无法直接控制发音器，而且大多数鍵盤樂器的音高是固定的，演奏家无法更改，因此对演奏有一定限制。有些乐器使用特殊构造、结构使得演奏家可以在一定程度上更改乐器的发音性能。鍵盤樂器的优点在于大多数鍵盤樂器可以同时多声部演奏、能演奏多个音的和弦，且音域相对比较宽阔。

## 發聲原理
不同的键盘乐器虽然使用相同的键盘，但是发声原理和乐器结构却是各不相同的。在乐器结构方面，例如有击弦类的钢琴，簧片类的风琴和手风琴，拨弦类的古钢琴，电声类的电钢琴等。在音色方面，例如钢琴可以通过弹奏的速度来改变音响，在一定程度上通过踏脚板改变音色，音长的更改是非常有限的；管风琴的音长可以直接受演奏家的控制，但是音响和音色只能间接控制。

### 气鸣乐器
- 风琴
- 簧風琴
- 管风琴
- 手风琴
- 口风琴
- 手搖風琴（英语：Barrel organ）

### 弦鸣乐器
- 钢琴
- 翼琴
- 羽管鍵琴
- 大鍵琴
- 古钢琴
- 电钢琴
- 絞弦琴

### 体鸣乐器
- 钢片琴

### 电子乐器
- 电子琴
- 數位鋼琴
- 合成器
- Keytar
- 電子風琴

## 外部連結
- The general keyboard in the age of MIDI （页面存档备份，存于）
- Renaissance Keyboards （页面存档备份，存于） on the Heilbrunn Timeline of Art History, The Metropolitan Museum of Art
- The Pianofortes of Bartolomeo Cristofori （页面存档备份，存于） on the Heilbrunn Timeline of Art History, The Metropolitan Museum of Art